# أوسكار يوهانسون (لاعب كرة قدم)
أوسكار يوهانسون (بالسويدية: Oscar Johansson)‏ (6 مايو 1995 - ) هو لاعب كرة قدم سويدي في مركز الوسط. لعب مع نادي تريليبورج ‏.

## وصلات خارجية
- أوسكار يوهانسون على موقع اتحاد السويد (السويدية)
- أوسكار يوهانسون على موقع قاعدة بيانات كرة القدم.إي يو (الإنجليزية)
- أوسكار يوهانسون على موقع Soccerway.com (الإنجليزية)